# Stanisław ze Skarbimierza

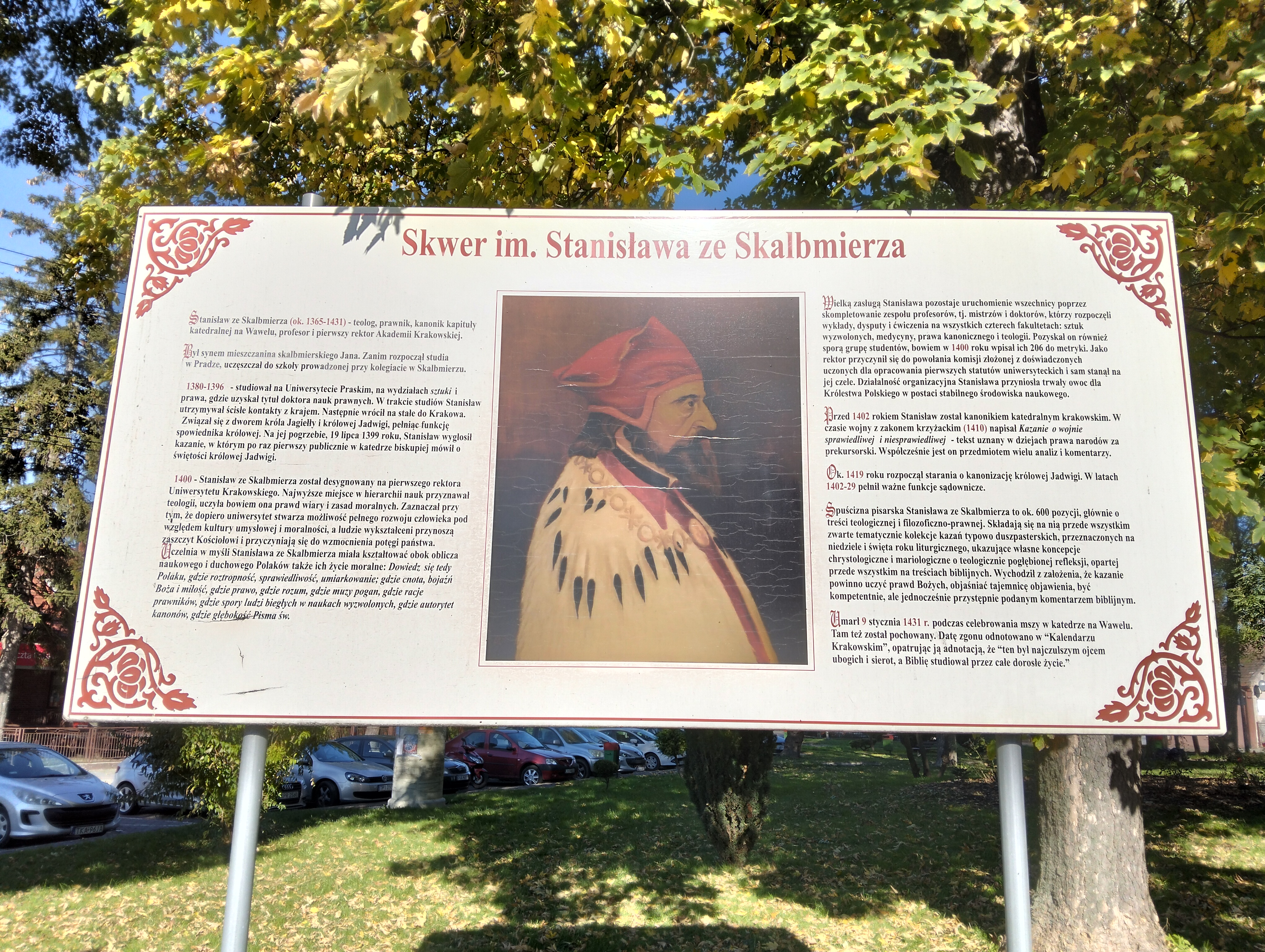
Skwer Stanisława ze Skalbmierza w Skalbmierzu

Stanisław ze Skarbimierza (obecnie Skalbmierz; ur. ok. 1365, zm. 9 stycznia 1431 w Krakowie) – polski prawnik i polityk, pierwszy rektor odnowionego w 1400 roku Uniwersytetu Krakowskiego, prawnik, kanonik kapituły katedralnej na Wawelu.

## Życiorys
Prawdopodobnie pochodził z plebejskiej rodziny. Zanim rozpoczął studia w Pradze, uczęszczał do szkoły prowadzonej przy kolegiacie w Skalbmierzu, mającej status studium przygotowawczego do studiów uniwersyteckich. Absolwentem tej samej szkoły był Mikołaj Rej.
W latach 1380–1396 studiował na Uniwersytecie Karola, na wydziałach artium i prawa. Studia zakończył uzyskaniem doktoratu prawa. Następnie wrócił na stałe do Krakowa, gdzie piastował wiele funkcji. Był m.in. spowiednikiem królewskim, kaznodzieją katedralnym, wikariuszem generalnym biskupa krakowskiego.
Dwukrotnie pełnił funkcję rektora Uniwersytetu Krakowskiego, po raz drugi w 1413 roku. W łacińskim kazaniu De bellis iustis (O wojnach sprawiedliwych) zajął się takimi kwestiami jak: dopuszczalność zawierania przymierzy z państwami pogańskimi, dozwolone sposoby walki i brania łupów wojennych, sprawy dyscypliny wojskowej. Przeciwstawił się panującej opinii, jakoby przymierza z poganami były zabronione. Razem z Pawłem Włodkowicem uważany jest za twórcę polskiej szkoły prawa międzynarodowego. W związku ze swoim przygotowaniem prawniczym został 16 października 1422 roku wyznaczony przez Mikołaja Kiczkę, archidiakona gnieźnieńskiego, na jego zastępcę w toczącym się w Rzymie procesie polsko-krzyżackim.
Na jego działalność pisarską składają się przede wszystkim kazania. Ułożył ich ponad 500. Wśród nich znajdują się kazania związane z ówczesnymi ważnymi wydarzeniami: Recommendatio Universitatis de novo fundatae, wygłoszone na inaugurację działalności uniwersytetu w 1400 roku, Sermo ad regem et proceres eius de obitu Hedwigis reginae et vita eius, kazanie na pogrzebie królowej Jadwigi, oraz De bello iusto, dotyczące konfliktu z Krzyżakami. W kazaniu O powinności poszanowania wspólnego dobra sformułował pięć zasad dobrego państwa.
Cykl kazań Sermones super „Gloria in excelsis” napisał jeszcze podczas pobytu w Pradze, w 1390 roku. Inspiracją do napisania był rok jubileuszowy 1390. Zbiór Kazań sapiencjalnych (Sermones sapientiales) powstał w Krakowie w latach 1409–1415, gdy Stanisław sprawował urząd kaznodziei katedry krakowskiej i głosił kazania do kleru (jego stanowisko i pozycja nadawały głoszonym kazaniom specjalną rangę oraz stanowiły wzór treściowy i formalny dla kleru parafialnego).
Wygłosił kazanie na pogrzebie królowej Jadwigi Andegaweńskiej. W 1419 roku powołano go na stanowisko wikariusza generalnego krakowskiego in spiritualibus (tj. do spraw duchowych). Urząd ten pełnił jednak krótko, zapewne tylko rok, ale z jego inicjatywy rozpoczęły się starania o przeprowadzenie kanonizacji królowej Jadwigi Andegaweńskiej. W 1426 roku stanął na czele komisji, którą arcybiskup gnieźnieński Wojciech Jastrzębiec powołał do zbadania cudów dziejących się przy grobie zmarłej królowej. Jak we wszystkich swoich kazaniach, mówił w języku polskim (ale spisywał je po łacinie).
Zmarł podczas celebrowania mszy w katedrze na Wawelu. Tam też został pochowany.

## Upamiętnienie
Szkoła podstawowa w Skalbmierzu nosi imię swojego rodaka.

## Wydania zbiorów kazań
- Stanisław ze Skarbimierza, Sermones sapientiales, wyd. B. Chmielowska, Warszawa 1979.
- Sermones super „Gloria in excelsis”, ed. R.M. Zawadzki, Warszawa 1978.
- Stanisław ze Skalbmierza, Mowy wybrane o mądrości, Wydawnictwo  ARCANA, Kraków 1997, ISBN 83-86225-56-4